# Kóka
Kóka is een plaats (község) en gemeente in het Hongaarse comitaat Pest. Kóka telt 4385 inwoners (2005).